# Dariusz Banaszek
Dariusz Banaszek (* 3. Mai 1970 in Warschau) ist ein ehemaliger polnischer Radrennfahrer und nationaler Meister im Radsport.

## Sportliche Laufbahn
Banaszek war im Straßenradsport aktiv. Er startete zu Beginn seiner Karriere für den Verein Legia Warschau. Er gewann Etappen in der Solidarność-Rundfahrt, der Karkonosze-Rundfahrt, der Toruń-Rundfahrt und der Lublin-Rundfahrt sowie in der Polen-Rundfahrt.
1991 wurde er in Polen Vizemeister im Mannschaftszeitfahren und im Straßenrennen. 1993 gewann er den Titel mit Robert Duda, Piotr Wadecki und Robert Rychlicki. 1995, im letzten Jahr als Aktiver, startete er für das Radsportteam Mróz. Altersklassenübergreifend hatte er mehr als 200 Siege erzielt.

## Berufliches
Nach seiner aktiven Karriere war er als Sportlicher Leiter, Funktionär im Radsport und Veranstalter von Radrennen tätig. Von 2016 bis 2018 war er Präsident des Polnischen Radsportverbandes (PZTkol).

## Familiäres
Seine Söhne Norbert Banaszek und Adrian Banaszek, sein Bruder Bogdan Banaszek und sein Neffe Alan Banaszek waren ebenfalls Radrennfahrer.